# Ljubomir Epitropov
Ljubomir Epitropov (in bulgaro Любомир Епитропов?; Veliko Tărnovo, 27 aprile 1999) è un nuotatore bulgaro, specializzato nella rana.

## Biografia
Si allena negli Stati Uniti presso l'Università del Tennessee, a Knoxville. Nel 2021 ha partecipato alle Olimpiadi di Tokyo.
Nel 2024 prende parte agli europei di Belgrado, durante i quali vince la medaglia d'oro nei 200 metri rana a pari merito con lo svedese Erik Persson; nell'occasione realizza anche il nuovo record nazionale sulla distanza, con il crono di 2'09"45.

## Palmarès
- Europei

Belgrado 2024: oro nei 200m rana.